# Phorinia sadista
Phorinia sadista är en tvåvingeart som först beskrevs av Charles Howard Curran 1940.  Phorinia sadista ingår i släktet Phorinia och familjen parasitflugor. Inga underarter finns listade i Catalogue of Life.